# Progonogamia hebardi
Progonogamia hebardi är en kackerlacksart som beskrevs av Rehn, J. A. G. 1922. Progonogamia hebardi ingår i släktet Progonogamia och familjen jättekackerlackor. Inga underarter finns listade i Catalogue of Life.